# Щільність ґрунту
Щі́льність ґру́нту (щільність складення ґрунту, об'ємна маса ґрунту) — маса абсолютно сухого ґрунту в одиниці об'єму непорушеної будови (г/см3). Залежить від гранулометричного складу, природи мінералів, вмісту органічних речовин, структурного стану ґрунту тощо.
Є одним із агрофізичних показників родючості  ґрунту.  Оптимальне значення рівноважної щільності для ґрунтів середнього та важкого гранулометричного складу має перебувати в межах від 1,1 г/см3 до 1,3 г/см3, а для супіщаних і піщаних — від 1,3 г/см3 до 1,5 г/см3. 